# Assmunderödvatten
Assmunderödvatten är en sjö i Orusts kommun i Bohuslän och ingår i Göta älv-Bäveåns kustområde. Sjön är 10 meter djup, har en yta på 0,233 kvadratkilometer och är belägen 24 meter över havet. Sjön avvattnas av vattendraget Kleveån. Vid provfiske har bland annat abborre, björkna, braxen och gädda fångats i sjön.

## Delavrinningsområde
Assmunderödvatten ingår i det delavrinningsområde (646108-308309) som SMHI kallar för Mynnar i havet. Medelhöjden är 44 meter över havet och ytan är 14,19 kvadratkilometer. Räknas de 2 avrinningsområdena uppströms in blir den ackumulerade arean 44,36 kvadratkilometer. Avrinningsområdets utflöde Kleveån mynnar i havet. Avrinningsområdet består mestadels av skog (42 procent), öppen mark (27 procent) och jordbruk (26 procent). Avrinningsområdet har 0,23 kvadratkilometer vattenytor vilket ger det en sjöprocent på 5,2 procent.

## Fisk
Vid provfiske har följande fisk fångats i sjön:
- Abborre
- Björkna
- Braxen
- Gädda
- Mört